# Liste der Einträge im National Register of Historic Places im Churchill County
Diese Liste der Einträge im National Register of Historic Places im Churchill County enthält alle in Churchill County, Nevada in das National Register of Historic Places eingetragenen Gebäude, Bauwerke, Objekte, Stätten oder historischen Distrikte.
Diese Liste entspricht dem Bearbeitungsstand des National Park Service/National Register of Historic Places vom 25. Oktober 2024.

## Legende
| NRHP | Historic Place             |
| HD   | National Historic District |

## Aktuelle Einträge
| [ 2 ] | Name                                      | Bild                                      | Eintragsdatum                  | Lage | Ort            | Beschreibung |
| ----- | ----------------------------------------- | ----------------------------------------- | ------------------------------ | --- | -------------- | ------------ |
| 1     | Carson River Diversion Dam                | weitere Bilder                            | 25. März 1981 ID-Nr. 81000380  | Carson River 39° 29′ 50″ N, 118° 59′ 57″ W                                                                     | Fallon         |              |
| 2     | Churchill County Courthouse               | weitere Bilder                            | 23. Sep. 1992 ID-Nr. 92001258  | 10 Williams St. 39° 28′ 30″ N, 118° 46′ 51″ W                                                                  | Fallon         |              |
| 3     | Churchill County Jail                     | Churchill County Jail                     | 9. Apr. 2002 ID-Nr. 01001546   | 10 W. Williams Ave. 39° 28′ 30″ N, 118° 46′ 36″ W                                                              | Fallon         |              |
| 4     | Cold Springs Pony Express Station Ruins   | weitere Bilder                            | 16. Mai 1978 ID-Nr. 78001718   | Adresse nicht veröffentlicht                                                                                   | Frenchman      |              |
| 5     | Cold Springs Station Site                 | weitere Bilder                            | 23. Feb. 1972 ID-Nr. 72000762  | westlich von Austin, an der U.S. Route 50 in Nevada 39° 23′ 31″ N, 117° 51′ 11,9″ W                            | Austin         |              |
| 6     | The Cottage Schools                       | weitere Bilder                            | 10. Juni 2008 ID-Nr. 08000509  | 255 E. Stillwater Ave. 39° 28′ 18,6″ N, 118° 46′ 24,5″ W                                                       | Fallon         |              |
| 7     | Douglass-Frey Ranch                       |                                           | 17. Nov. 2015 ID-Nr. 15000796  | 1075 Dodge Ln. 39° 22′ 34″ N, 118° 45′ 17,6″ W                                                                 | Fallon, Vorort |              |
| 8     | Robert L. Douglass House                  | weitere Bilder                            | 13. Aug. 2001 ID-Nr. 01000822  | 10 S. Carson St. 39° 28′ 28,8″ N, 118° 46′ 42,5″ W                                                             | Fallon         |              |
| 9     | Fallon City Hall                          | Fallon City Hall                          | 27. Okt. 2004 ID-Nr. 04001197  | 55 E. Williams Ave. 39° 28′ 28″ N, 118° 46′ 36″ W                                                              | Fallon         |              |
| 10    | Federal Building and Post Office          | weitere Bilder                            | 8. März 2006 ID-Nr. 06000109   | 90 N. Maine St. 39° 28′ 34″ N, 118° 46′ 32″ W                                                                  | Fallon         |              |
| 11    | Fort Churchill and Sand Springs Toll Road | Fort Churchill and Sand Springs Toll Road | 24. Nov. 1997 ID-Nr. 97001383  | Adresse nicht veröffentlicht                                                                                   | Fallon         |              |
| 12    | Grimes Point                              | weitere Bilder                            | 23. Feb. 1972 ID-Nr. 72000763  | entlang der U.S. Route 50, östlich von Fallon 39° 24′ 5″ N, 118° 38′ 50″ W                                     | Fallon         |              |
| 13    | Harmon School                             | weitere Bilder                            | 23. Mai 1989 ID-Nr. 89000055   | an der Straßenkreuzung der Kirn Road und der Harmon Road 39° 29′ 26″ N, 118° 41′ 17″ W                         | Fallon         |              |
| 14    | Hazen Store                               | weitere Bilder                            | 28. Jan. 2002 ID-Nr. 01001547  | 600 Reno Highway 39° 33′ 50″ N, 119° 2′ 56″ W                                                                  | Hazen          |              |
| 15    | Holy Trinity Episcopal Church             | weitere Bilder                            | 16. Mai 2003 ID-Nr. 03000413   | 507 Churchill St. 39° 28′ 12,7″ N, 118° 46′ 32,4″ W                                                            | Fallon         |              |
| 16    | Humboldt Cave                             | weitere Bilder                            | 15. März 1976 ID-Nr. 76001140  | südlich von Lovelock, in der Nähe der U.S. Route 40 in Nevada 39° 52′ 53″ N, 118° 43′ 21″ W                    | Lovelock       |              |
| 17    | Lahontan Dam and Power Station            | weitere Bilder                            | 25. März 1981 ID-Nr. 81000381  | südwestlich von Fallon 39° 27′ 45″ N, 119° 3′ 53″ W                                                            | Fallon         |              |
| 18    | Lovelock Cave                             | weitere Bilder                            | 24. Mai 1984 ID-Nr. 84002073   | Adresse nicht veröffentlicht                                                                                   | Lovelock       |              |
| 19    | Maine Street Historic District            | weitere Bilder                            | 27. Juni 2019 ID-Nr. 100004098 | innerorts entlang der Maine und Center Street, inklusive der Williams Avenue 39° 28′ 23,2″ N, 118° 46′ 37,6″ W | Fallon         |              |
| 20    | Oats Park Grammar School                  | weitere Bilder                            | 2. Mai 1990 ID-Nr. 90000715    | 167 E. Park St. 39° 28′ 24″ N, 118° 46′ 2″ W                                                                   | Fallon         |              |
| 21    | Sand Springs Station                      | weitere Bilder                            | 21. Nov. 1980 ID-Nr. 80002465  | Adresse nicht veröffentlicht                                                                                   | Fallon         |              |
| 22    | Stillwater Marsh                          |                                           | 19. März 1975 ID-Nr. 75001104  | Adresse nicht veröffentlicht                                                                                   | Fallon         |              |